# جون ديان رفائيل
جون ديان رفائيل (بالإنجليزية: June Diane Raphael)‏ (ولدت في 4 يناير 1980) ممثلة وكوميدية وكاتبة سيناريو أمريكية

## روابط خارجية
- جون ديان رفائيل على موقع IMDb (الإنجليزية)
- جون ديان رفائيل على موقع ألو سيني (الفرنسية)
- جون ديان رفائيل على موقع ميوزك برينز (الإنجليزية)
- جون ديان رفائيل على موقع أول موفي (الإنجليزية)
- جون ديان رفائيل على موقع قاعدة بيانات الأفلام السويدية (السويدية)
- جون ديان رفائيل على موقع ديسكوغز (الإنجليزية)
- جون ديان رفائيل على موقع قاعدة بيانات الفيلم (الإنجليزية)
- جون ديان رفائيل على موقع كينوبويسك (الروسية)
- June Raphael page on FunnyOrDie.com